# Gentiana mairei
Gentiana mairei là một loài thực vật có hoa trong họ Long đởm. Loài này được H.Lév. mô tả khoa học đầu tiên năm 1915.